# Joseph Van Daele
Joseph Camille Van Daele (Wattrelos, 16 de dezembro de 1889 - Amiens, 14 de fevereiro de 1948) foi um ciclista profissional da Bélgica.

## Participações no Tour de France
- 1913 : 9º na classificação geral
- 1919 : 8º na classificação geral
- 1920 : 10º na classificação geral